# إيسيدرو رودريغيز
إيسيدرو رودريغيز هو سياسي فلبيني، ولد في 15 مايو 1915، وتوفي في 9 مارس 1992 في كيزون في الفلبين. حزبياً، نشط في تحالف الشعب الوطني ‏.